# The Poughkeepsie Tapes
The Poughkeepsie Tapes is een Amerikaanse thriller-horrorfilm uit 2007 onder regie van John Erick Dowdle, die samen met producent Drew Dowdle ook het verhaal schreef. De productie heeft de vorm van een televisiereportage, met daarin beelden van pratende deskundigen afgewisseld met 'gevonden opnames', gemaakt door de seriemoordenaar waar het verhaal zich op concentreert zelf. Zodoende bootst The Poughkeepsie Tapes een serieus televisieprogramma over ware gebeurtenissen na, terwijl de inhoud in feite volledig fictief is.

## Verhaal
Wanneer een politieteam een huis in Poughkeepsie onderzoekt, blijkt de tuin bezaaid met de stoffelijke overschotten van de slachtoffers van een seriemoordenaar. Binnen vinden de wetsdienaren een doos vol videobanden. Deze staan vol met meer dan 2400 uur aan opnames die de moordenaar zelf maakte van de martelingen van en moorden op zijn slachtoffers. Zelf komt hij niet één keer herkenbaar in beeld. Omdat de sadistische seriemoordenaar de banden genummerd heeft, kunnen de agenten wel precies het proces nagaan waarin diens daden escaleerden. Hierbij blijkt dat de seriemoordenaar al die tijd uit handen van de politie bleef door de gedragsanalytici die achter hem aan zitten te slim af te zijn op hun eigen terrein.
Een van de misleidende acties van de moordenaar bezorgde hem de bijnaam 'The Water Street Butcher', naar de locatie waar hij een aantal lijken achterliet. Waar FBI-agenten dachten hierin een patroon te hebben ontdekt, blijkt uit de Poughkeepsie Tapes dat dit al die tijd een zorgvuldig opgezet dwaalspoor was. Ook blijkt dat een van de eerste vrouwen die de moordenaar ontvoerde niet dood is. In plaats daarvan mishandelde hij Cheryl Dempsey jarenlang lichamelijk en geestelijk zo ernstig, dat zij als zijn slaaf totaal gehersenspoeld getuige was van en betrokken werd bij het moorden. Daarnaast ontwikkelde ze een extreme vorm van het stockholmsyndroom.

## Rolverdeling
| - Stacy Chbosky - Cheryl Dempsey - Ben Messmer - Ed - Samantha Robson - Samantha - Ivar Brogger - Leonard Schway - Lou George - Felton Lewis - Amy Lyndon - Alice Endrisart - Michael Lawson - Simon Alray - Ron Harper - Mike Moakes - Kim Kenny - Pam Frears - Scott Beehner - Jason Ribling - Kelli Bielema - Jane Gerber - Linda Bisesti - Sandra Willets - Lisa Black - Victoria Dempsey - Bill Bookston - Foley - William Bookston - James Foley | - Oto Brezina - Dr. Farhad Mansourian - Paul Buxton - Walter Kunkler - Todd Cahoon - Ted Bundy - Blaire Chandler - Cynthia Gorman - Larry Clarke - Edgar Cummings - Bruce Cronander - Harvey Scroggs - Meredith Cross - Jeanette Anderson - Henry Dittman - Frank Anderson - Bobby Eskandari - Dr. Arnold Montufar - Dennis Garber - Joseph Danvers - Chip Godwin - Hank Foley - David Haack - Tim Surrey - Keisuke Hoashi - Dai Loung - Sean Huze - Hector Gomez - David James - Tim Surrey | - Ceciley Jenkins - Traci Looner - Zale Kessler - Frederick Miller - Bobbi Sue Luther - Josephine - Sierra Marcoux - Jennifer Gorman - James Mathers - Bernard Golinko - Naveen Naveen - Dr. Arjay Vintopeej - Philip Newby - Irwin Griffard - Bruno Oliver - Joel Gorman - Steven M. Porter - Albert Cromley - Brad Satin - Zichzelf - Heather Snell - Jennifer Henshaw - Beth Tapper - Karen Tyler - David Wilcox - Jacob Polinski - Mark McClain Wilson - Mark Rongitch |